# Liste des cours d'eau de l'Ariège
Pour un article plus général, voir Géographie de l'Ariège.

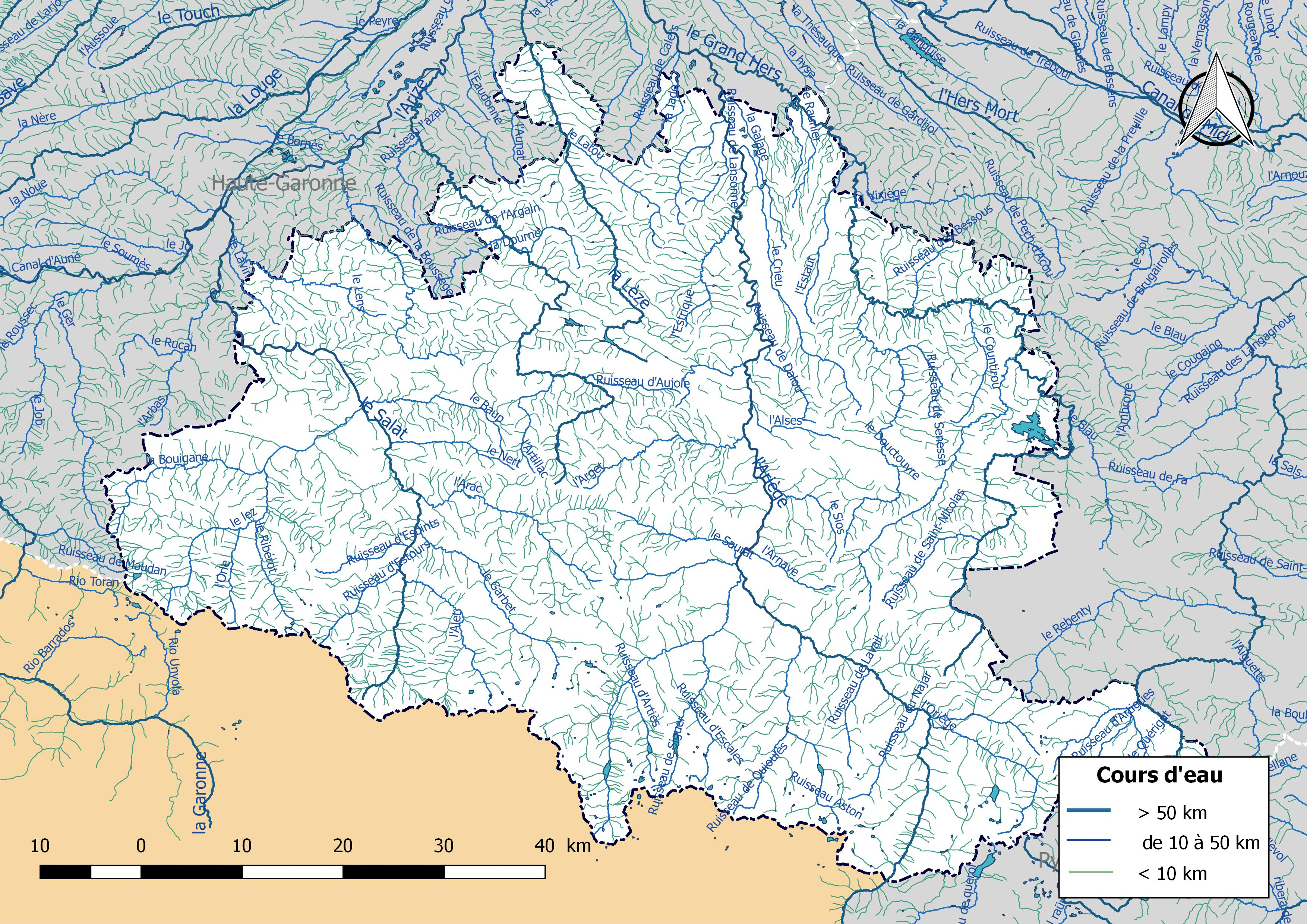
Réseau hydrographique du département de l'Ariège.

L'Ariège à Tarascon-sur-Ariège.

Liste des cours d'eau de l'Ariège est la liste des fleuves, rivières et autres cours d'eau qui parcourent en partie ou en totalité le département de l'Ariège. La liste présente les cours d'eau, généralement de plus de 10 km de longueur sauf exceptions, par ordre alphabétique, par fleuves et bassin versant, par station hydrologique, puis par organisme gestionnaire ou organisme de bassin. 

## Classement par ordre alphabétique

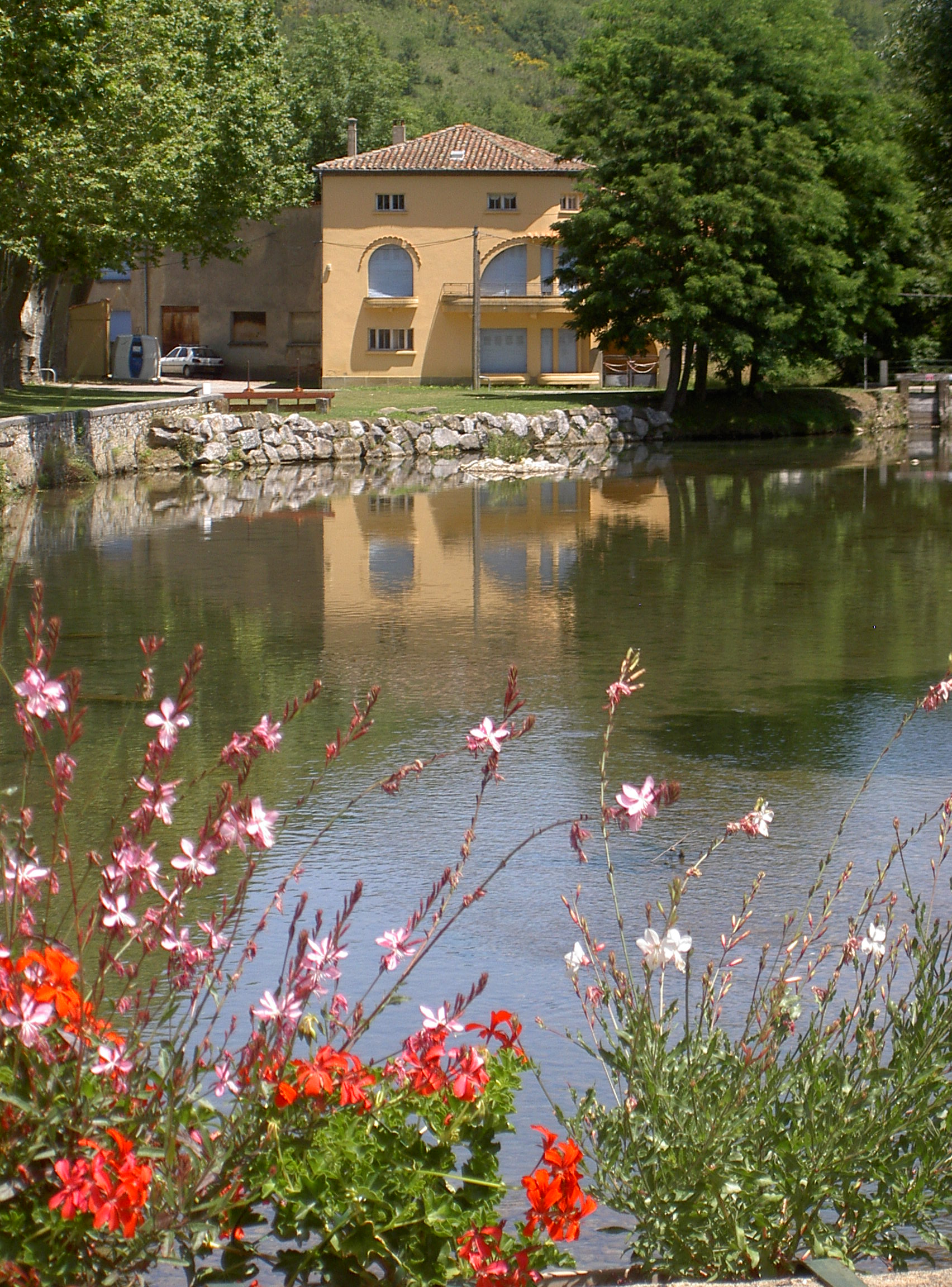
L'Hers Vif à La Bastide-sur-l'Hers.

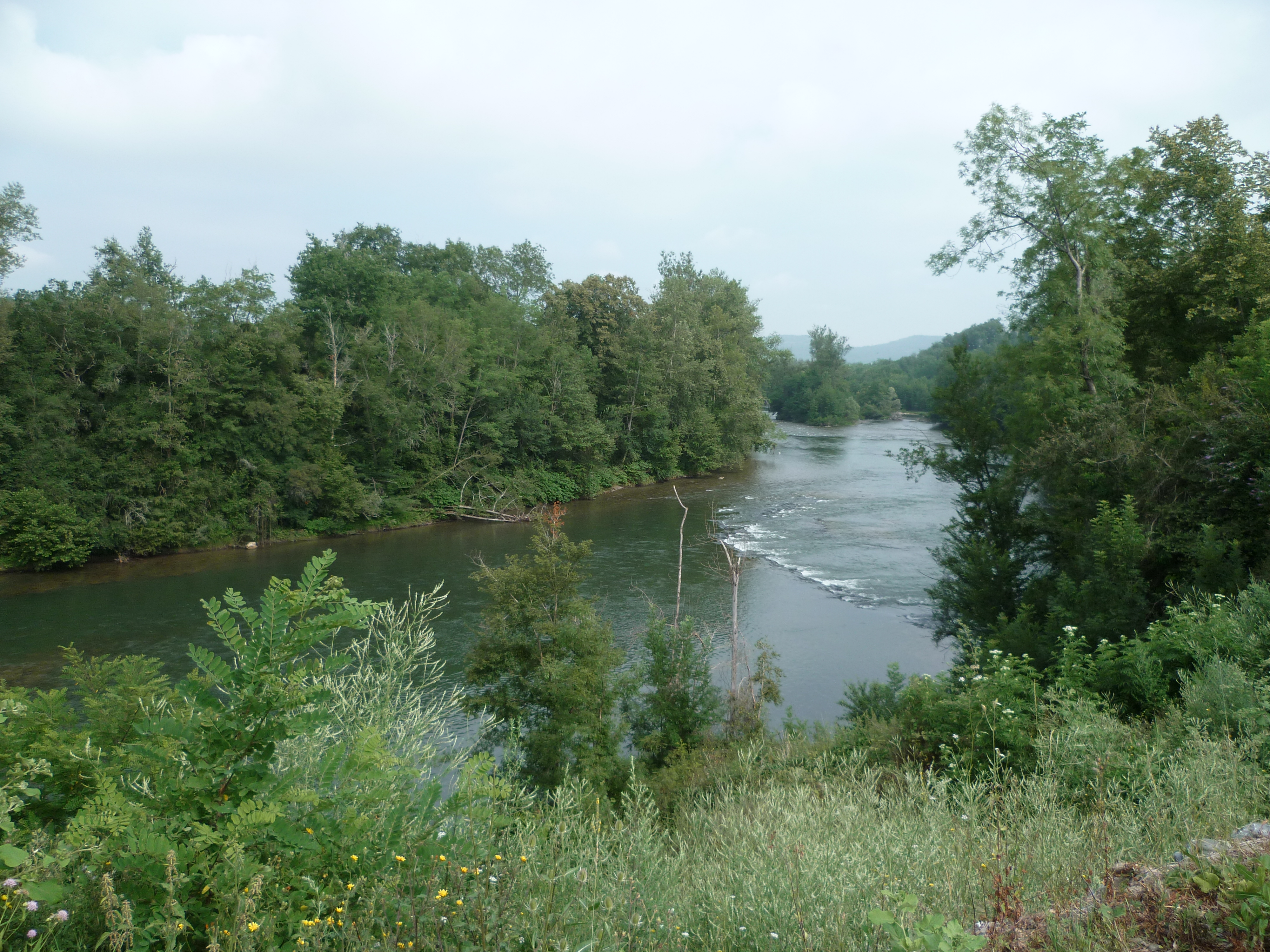
Le Salat à Roquefort-sur-Garonne près de la confluence

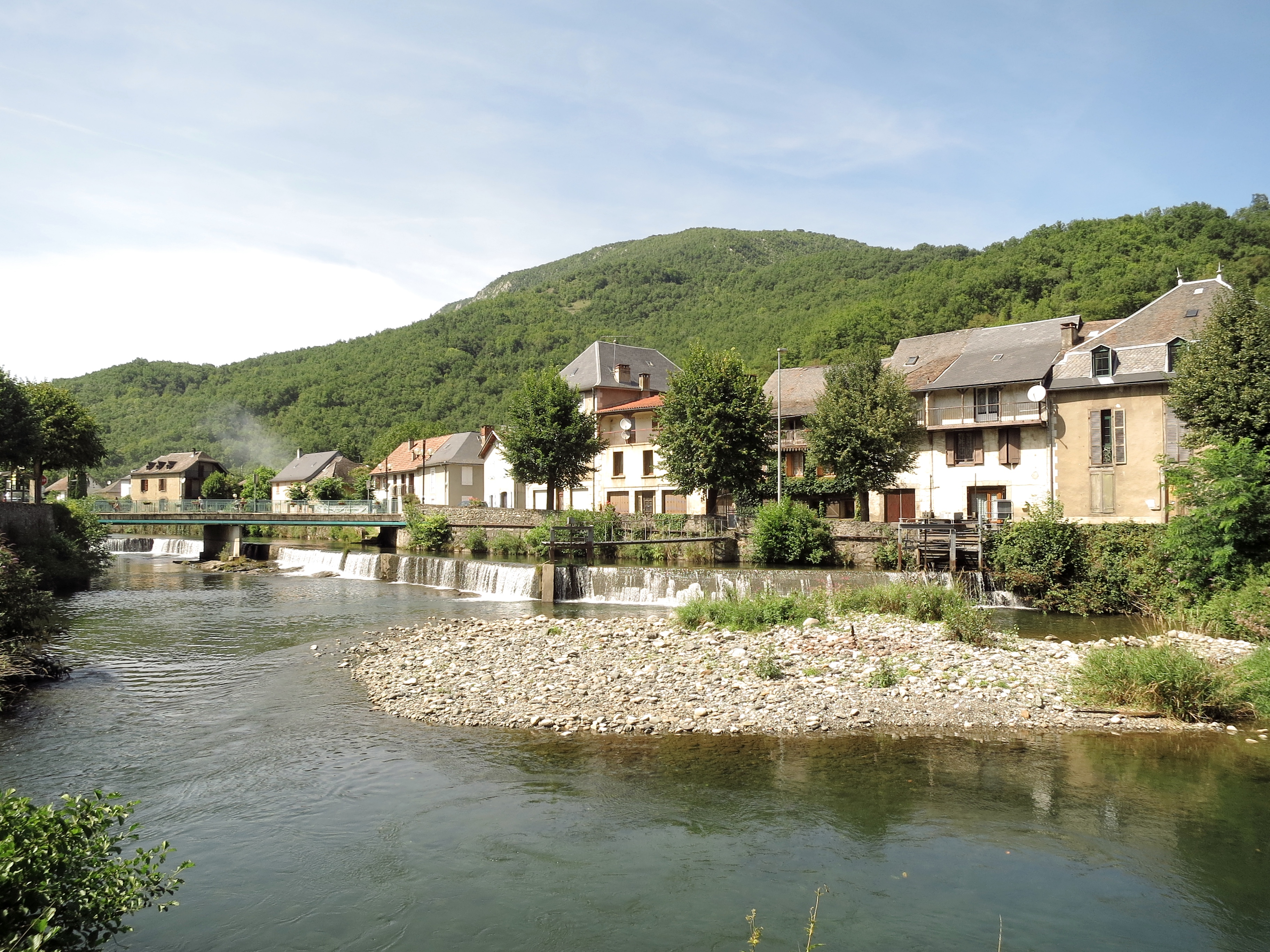
Le Lez à Engomer.

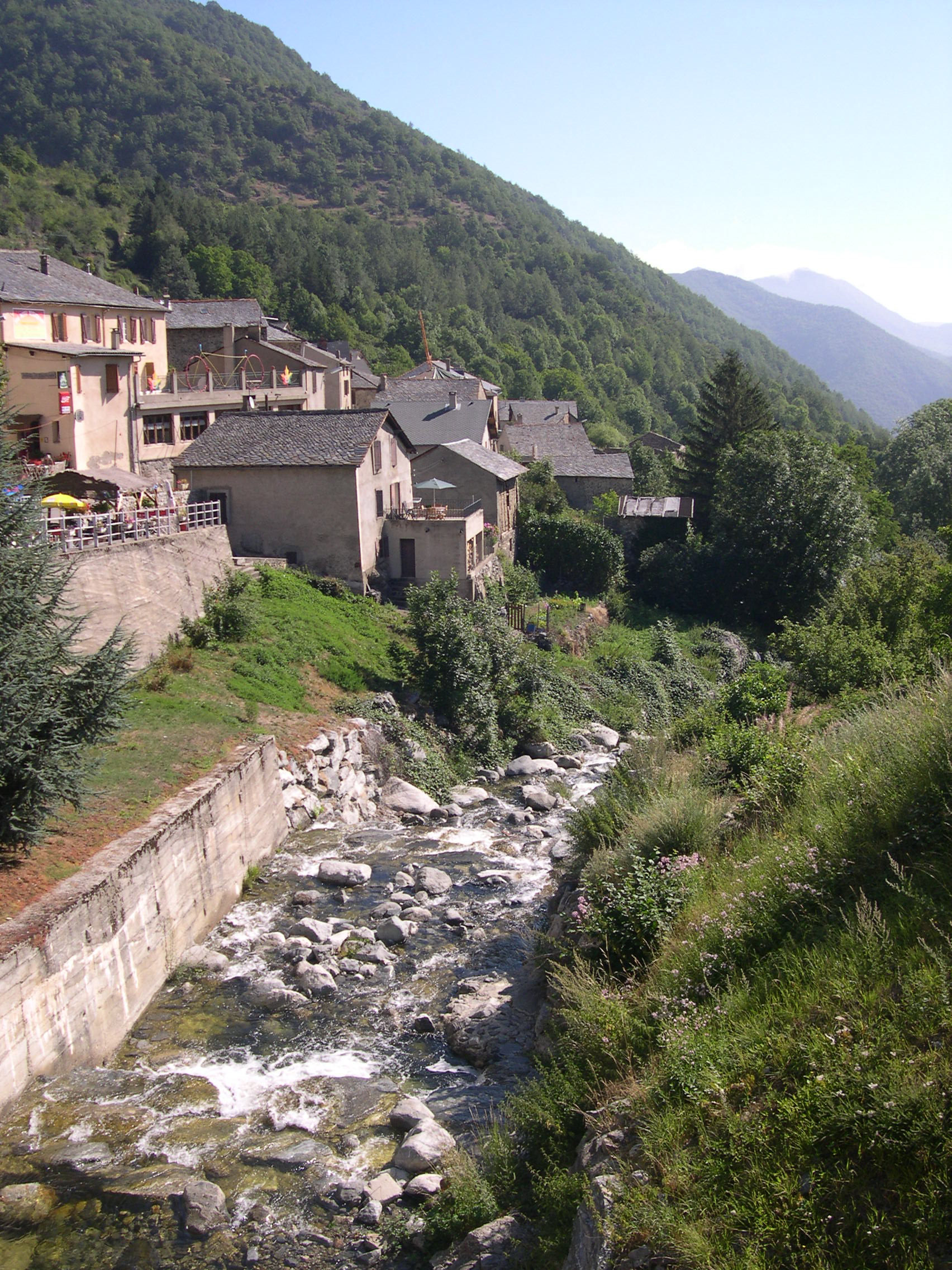
La Bruyante à Mijanès.

- Alet[S 1], Alses[S 2], Ambronne[S 3], Arac[S 4], Argain[S 5], Arget[S 6], Ariège[S 7], Arize[S 8], Arnave[S 9], Arse[S 10], Artiès[S 11], Artigue[S 12], Artigues[S 13],Artillac[S 14], Aston[S 15], Aude[S 16] Aujole[S 17], Aunat[S 18], Aure[S 19]
- Baup[S 20], Bésole[S 21], Bouigane[S 22], Boussège[S 23], Bruyante[S 24]
- Camedon[S 25], Calers[S 26], Carol[S 27], Cazeret[S 28], Cougnets[S 29], Countirou[S 30], Courbière[S 31], Crieu[S 32]
- Dalou[S 33], Douctouyre[S 34], Dourne[S 35]
- Esbints[S 36], Escalès[S 37], Estaut[S 38], Estours[S 39], Estrique[S 40]
- Fontaine intermittente de Fontestorbes, Fouillet[S 41], Fontronne[S 42]
- Galage[S 43], Garbet[S 44], Gérul[S 45], Gouarège[S 46], Gourds[S 47]
- Hers-Vif[S 48]
- Isard[S 49]
- Jade[S 50]
- Rivière souterraine de Labouiche, Lachein[S 51], Lansonne[S 52], Lasset[S 53], Latou[S 54], Lauze[S 55], Lavail[S 56], Lens[S 57], Lez[S 58], Lèze[S 59], Liers[S 60]
- Montbrun[S 61], Mouillonne[S 62]
- Najar[S 63], Nert[S 64]
- Oriège[S 65], Orle[S 66], Ossèse[S 67]
- Quérigut[S 68], Quiol[S 69]
- Raunier[S 70], Rejollé[S 71], Riberot[S 72], Roques[S 73]
- Saint-Jean[S 74], Salat[S 75], Saleix[S 76], Saurat[S 77], Senesse[S 47], Siguer[S 78], Sios[S 79]
- Touyre[S 80], Trière[S 81]
- Vicdessos[S 82], Volp[S 83],[1]

## Classement par fleuve et bassin versant

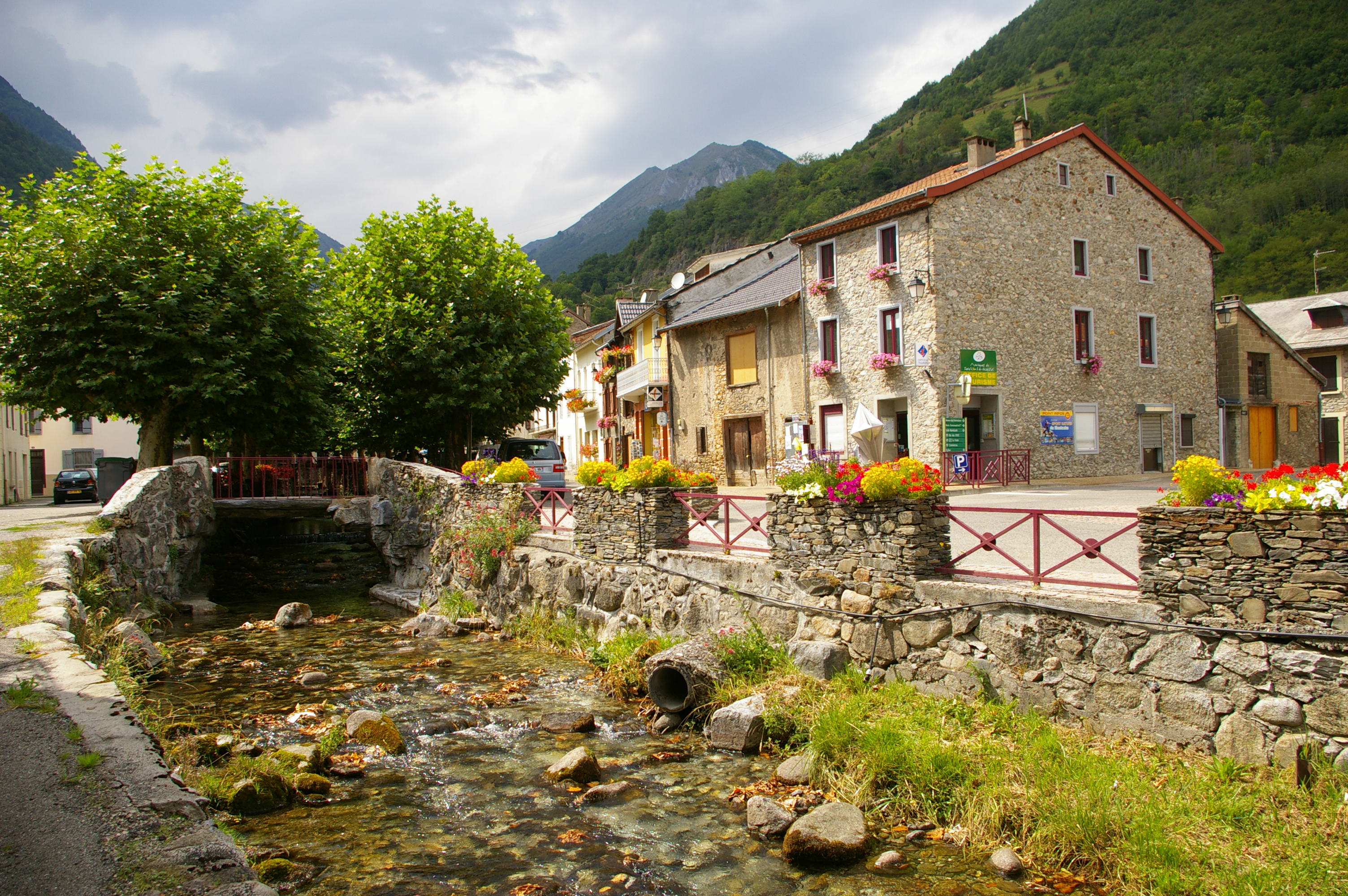
le Ruisseau de Saleix à Auzat, affluent gauche du Vicdessos.

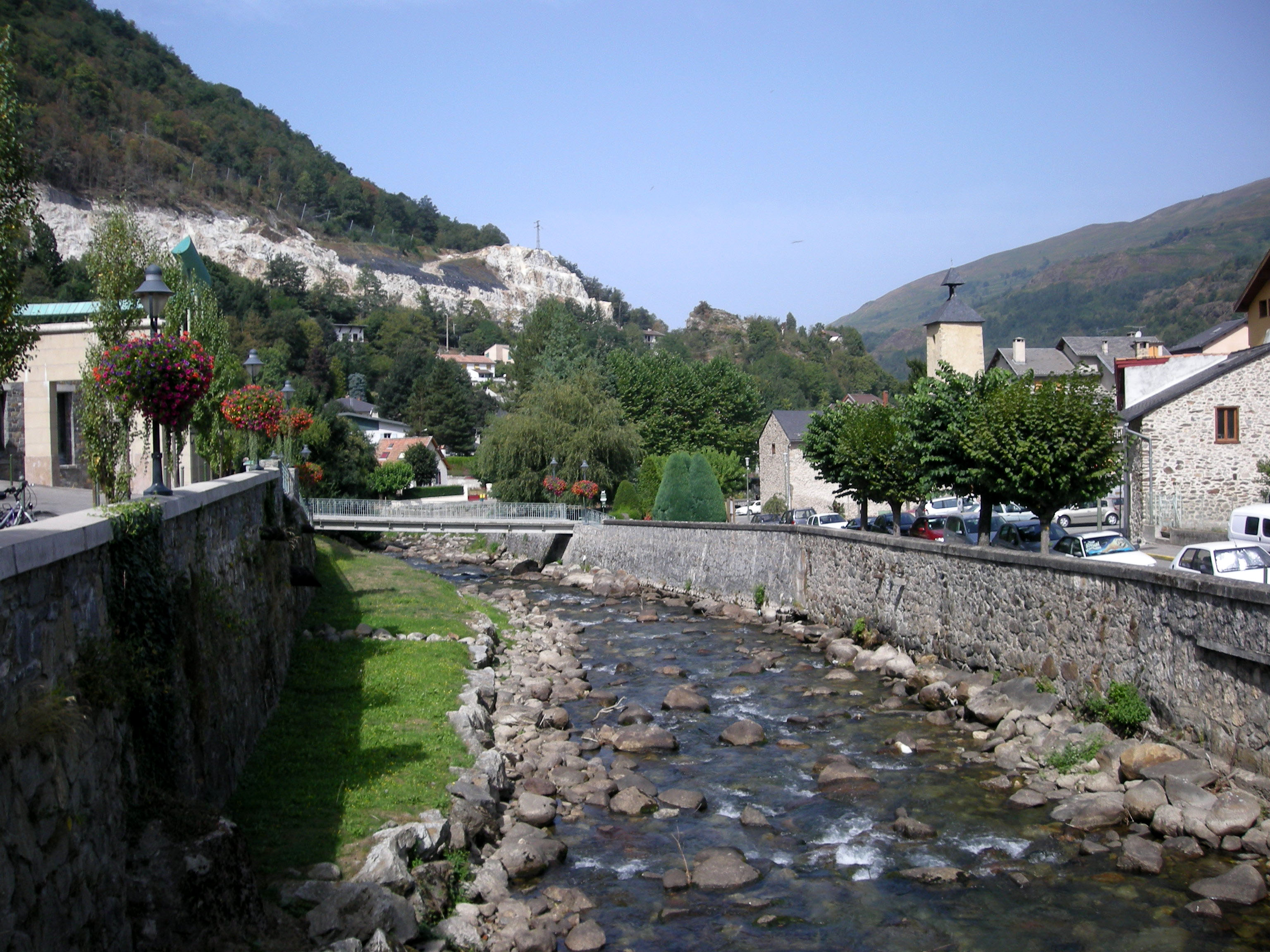
L'Oriège à Ax-les-Thermes.

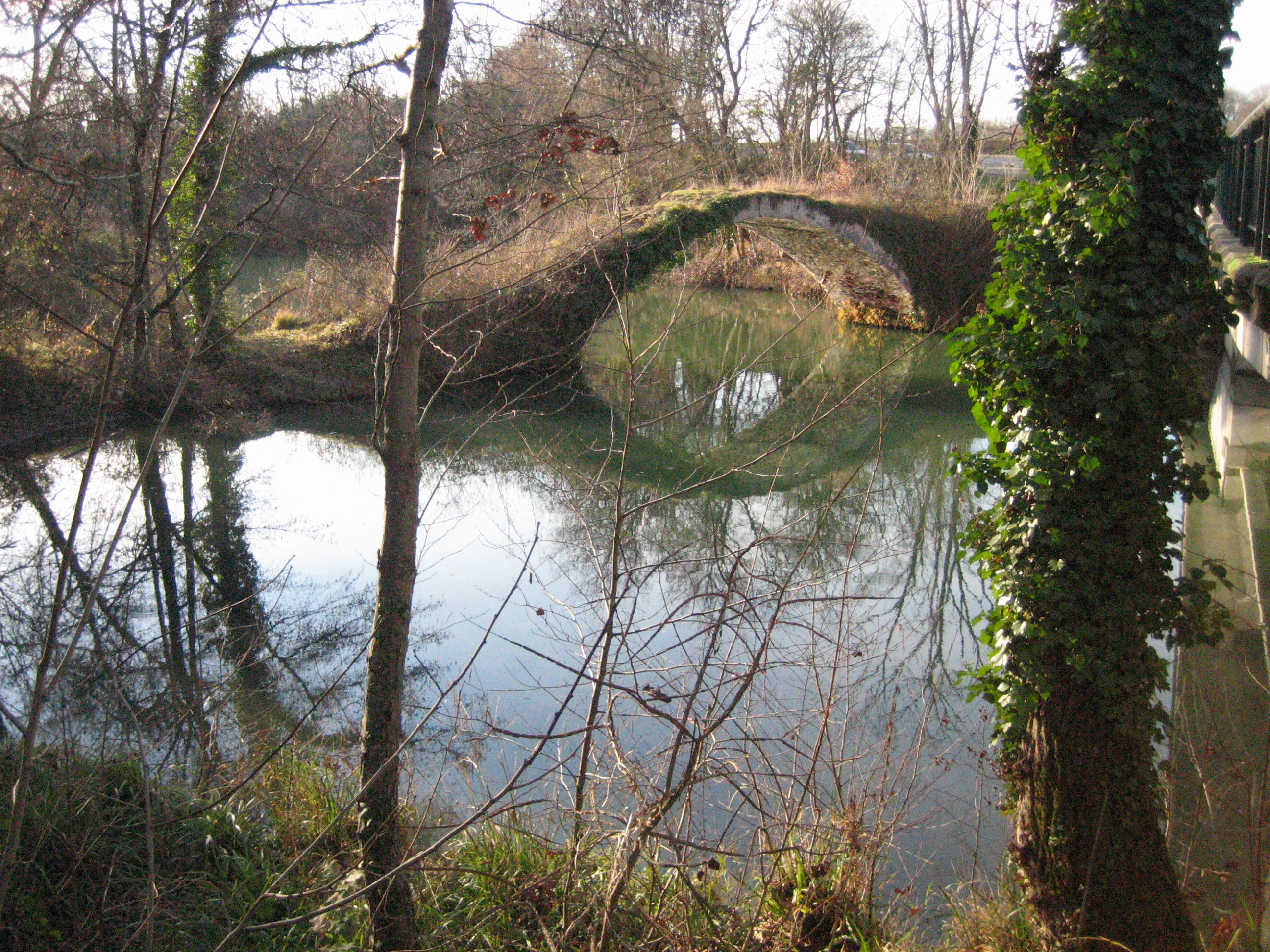
Le Volp à Gensac-sur-Garonne.

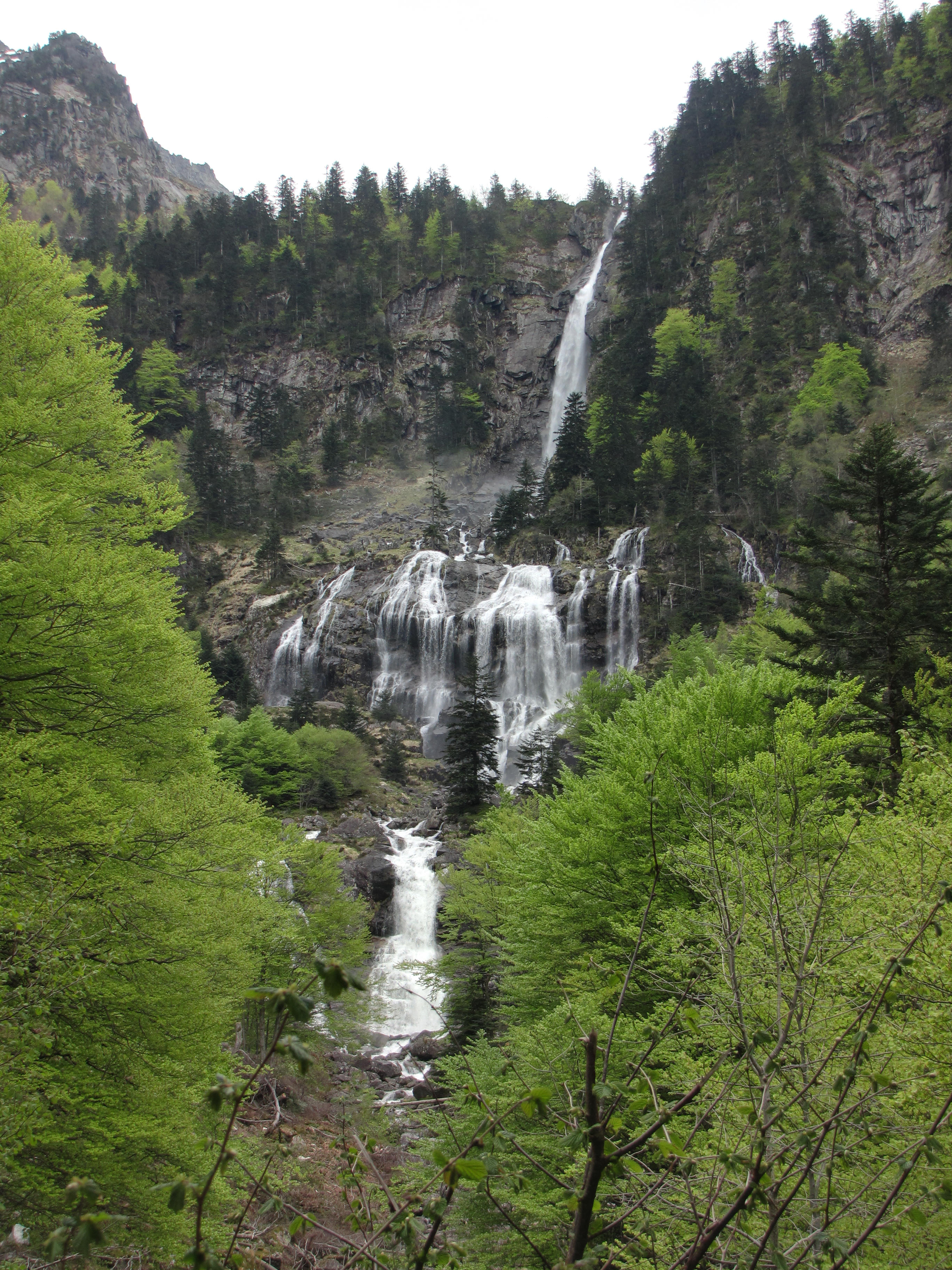
La cascade d'Ars sur l'Arse à Aulus-les-Bains.

Les cours d'eau de l'Ariège appartiennent principalement au bassin versant de la Garonne et accessoirement à celui de l'Aude, pour l'extrémité sud-est du département :
- la Garonne, 647 km[S 84]
  - l'Ariège (rd[note 1]), 163,2 km[S 7]
    - l'Alses (rd), 11,8 km[S 2]
    - l'Arget (rg), 23,1 km[S 6]
      - le Roques (rd), 9 km[S 73]

    - l'Arnave (rd), 10,9 km[S 9]
    - l'Aure (rg), 14,7 km[S 19]
    - le Ruisseau de Calers (rg), 13,8 km[S 26]
    - le Ruisseau de Carol (rg), 13,4 km[S 27]
    - le Ruisseau de la Courbière (rg), 15,7 km[S 31]
    - le Crieu (rd), 34,8 km[S 32]
    - le Ruisseau de Dalou (rd), 12,3 km[S 33]
    - l'Estrique (rg), 16,5 km[S 40]
    - le Galage (rd), 19,3 km[S 43]
    - le Gérul (rd), 8,5 km[S 45]
      - le Fontronne (rd), 3,6 km[S 42]

    - le Hers-Vif (rd), 134,9 km[S 48]
      - l'Ambronne (rd), 22,4 km[S 3]
      - le Ruisseau du Cazeret (rg), 10,1 km[S 28]
      - le Countirou (rg) 15,2 km[S 30]
      - le Douctouyre (rg), 41,9 km[S 34]
        - le Ruisseau de Senesse ou ruisseau des Gourds ou ruisseau de Couloubrière ou ruisseau de Limbrassac (rd), 13 km[S 47]

      - l'Estaut (rg), 19,4 km[S 38]
      - le Lasset (rg), 13,6 km[S 53]
      - le Raunier (rg), 11,8 km[S 70]
      - la Trière (rg), 2,1 km[S 81]
      - le Touyre (rg), 2,1 km[S 80]

    - la Jade (rg), 15,1 km[S 50]
    - la Lansonne (rg), 10 km[S 52]
    - la Lauze (rd), 14,1 km[S 55]
    - le Ruisseau de Lavail (rg), 11,4 km[S 56]
    - la Lèze (rg), 70,3 km[S 59]
      - le Latou (rd), 17,2 km[S 54]
      - la Rejollé (rd), 4,2 km[S 71]
      - la Rijolle (rd), 8,1 km[S 85]

    - la Mouillonne (rg), 19,9 km[S 62]
    - le Ruisseau du Najar (rg), 13,7 km[S 63]
    - l'Oriège (rd), 21,8 km[S 65]
    - le Saurat (rg), 15,6 km[S 77]
    - le Sios (rd), 16,5 km[S 79]
    - le Vicdessos (rg), 36,8 km[S 82]
      - le Ruisseau d'Artiès (rd), 11 km[S 11]
      - le Ruisseau de l'Artigue (rg), 8,3 km[S 12]
      - le Ruisseau de Saleix (rg), 7,7 km[S 76]
      - le Ruisseau de Siguer (rd), 18,6 km[S 78]
        - le Ruisseau d'Escalès (rd), 11,5 km[S 37]

- - l'Arize (rd), 83,8 km[S 8]
    - le Ruisseau de l'Argain (rg), 11,8 km[S 5]
    - l'Artillac (rg), 14,1 km[S 14]
      - le Ruisseau de Bésole (rd), 2,1 km[S 21]

    - le Ruisseau d'Aujole (rd), 11,5 km[S 17]
    - le Camedon (rd), 16,6 km[S 25]
    - la Dourne (rd), 12,1 km[S 35]
    - le Ruisseau de Montbrun (rd), 13,3 km[S 61]

  - l'Aston (rg), 23,5 km[S 15]
    - le Ruisseau de Quioulès (rg), 12,4 km[S 69]

  - l'Aunat (rd), 21,7 km[S 18]
  - le Salat (rd), 74,5 km[S 75]
    - l'Alet, 19,6 km[S 1]
      - l'Ossèse (rg), 6,8 km[S 67]

    - l'Arac (rd), 18,5 km[S 4]
    - le Ruisseau de Liers (rd), 10 km[S 60]
    - l'Arbas, (rg), 27,2 km[S 86]
    - le Baup (rd), 20,1 km[S 20]
    - les Cougnets, 4,3 km[S 29]
    - le Ruisseau d'Esbints (rg), 11,5 km[S 36]
    - le Ruisseau d'Estours (rg), 12,7 km[S 39]
      - le ruisseau d'Arros (rg), 5,5 km

    - le Garbet (rd), 25,1 km[S 44]
      - l'Arse (rg), 8,1 km[S 10]
      - le ruisseau du Fouillet (rg), 6,1 km[S 41]

    - le Ruisseau de la Gouarège (rg), 7,1 km[S 46]
    - le Lens (rd), 25,6 km[S 57]
    - le Lez (rg), 35,8 km[S 58]
      - la Bouigane (rg), 24,2 km[S 22]
      - l'Isard (rg), 8,8 km[S 49]
        - l'Araing 4,6 km[S 87]

      - le Ruisseau de Lachein (rg), 4,6 km[S 51]
      - l'Orle (rd), 11,1 km[S 66]
      - le Riberot (rd), 13,8 km[S 72]

    - le Nert (rd), 14 km[S 64]

  - le Volp (rd), 40,3 km[S 83]
    - le Ruisseau de la Boussège (rd), 11,2 km[S 23]
- l'Aude, 224 km[S 16]
  - la Bruyante 14,1 km[S 24]
    - la rivière de Quérigut, 10,1 km[S 68]
      - le ruisseau d'Artigues 11 km[S 13]
      - le ruisseau de Saint-Jean, 3,5 km[S 74]

## Hydrologie oustation hydrologique
la Banque Hydro a référencé les cours d'eau suivants : 
- L'Alet à Ustou[BH 1]
- L'Angouls à Seix [Angouls][BH 2]
- L'Arac à :
  - Soulan [Freychet][BH 3], Soulan [Castet d'Aleu][BH 4], Massat[BH 5]
- L'Ariège à :
  - l'Hospitalet-près-l'Andorre [amont][BH 6], Mérens-les-Vals[BH 7], l'Hospitalet-près-l'Andorre [aval][BH 8], Ax-les-Thermes[BH 9], Savignac-les-Ormeaux [Esquiroulet][BH 10], Quié[BH 11], Bompas[BH 12],*  Foix[BH 13], Foix[BH 14], Saverdun [2][BH 15], Saverdun [1][BH 16]
- L'Arget à :
  - Serres-sur-Arget [Sigalot][BH 17], Cos [Moulinery][BH 18]
- L'Arize à :
  - la Bastide-de-Sérou[BH 19], Sabarat [Radelangue][BH 20],au Mas-d'Azil[BH 21],au Mas-d'Azil [Collège][BH 22]
- L'Ars à Aulus-les-Bains [Aulus 2][BH 23]
- L'Artigue à Auzat [Cibelle][BH 24]
- L'Aston à :
  - Château-Verdun [Riete 1][BH 25], Larcat[BH 26]
- Le Ruisseau de Bésole à Esplas-de-Sérou [Source de Bésole][BH 27]
- Le Ruisseau des Cougnets à :
  - Couflens [Salau 2][BH 28], Couflens [Salau 3][BH 29]
- La Rivière de Douctouyre à Ilhat [Source de Prat D'Amont][BH 30]
- Le Douctouyre à Dun [Engraviès][BH 31]
- L'Estours à Seix [Estours][BH 32]
- Le Fouillet à Aulus-les-Bains[BH 33]
- Le Ruisseau de Frontonne à Axiat [Source de Fountroune][BH 34]
- Le Garbet à :
  - Aulus-les-Bains[BH 35], Oust[BH 36]
- La Gouarège à Cazavet [Aliou][BH 37]
- Le ruisseau des Gourds à Limbrassac[BH 38]
- L'Hers à :
  - Fougax-et-Barrineuf [Fougax][BH 39], Bélesta [source de Fontestorbes][BH 40], Laroque-d'Olmes [Foncirgue][BH 41]
- L'Hers Vif au :
  - Peyrat[BH 42], Bélesta[BH 43], Roumengoux[BH 44], Mirepoix[BH 45], Mazères [ancienne][BH 46], Mazères [nouvelle][BH 47], Mazères[BH 48]
- Le Lachein à Balaguères [Baget - Las Hountas][BH 49]
- Le Lasset à Montségur[BH 50]
- Le Lens à Betchat[BH 51]
- Le Lez aux :
  - Bordes-sur-Lez[BH 52], Engomer [Balaguères][BH 53], Saint-Girons[BH 54]
- La Lèze à :
  - Gabre [Soutembel][BH 55], Pailhès[BH 56], Artigat[BH 57],au Fossat[BH 58], Lézat-sur-Lèze[BH 59]
- L'Ossèse à Ustou[BH 60]
- Le Quioulès à Château-Verdun [Riete 2][BH 61]
- La Réjolle à Lézat-sur-Lèze[BH 62]
- Le Ruisseau sans nom à :
  - Ercé [Source La Courate][BH 63], aux Bordes-sur-Lez [Source Fontaine Blanche][BH 64], l'Hospitalet-près-l'Andorre [Source Les Goutils][BH 65], Montferrier [Source Fount Bergens1][BH 66], Cazaux [Source Les Truffières][BH 67]
- Le Roques à Serres-sur-Arget [Péralbe][BH 68]
- Le Salat à :
  - Couflens [Phelips][BH 69], Couflens [Salau][BH 70], Couflens [1][BH 71], Seix[BH 72], Soueix-Rogalle [Kercabanac][BH 73], Soueix-Rogalle [Brousset][BH 74], Soueix-Rogalle [Kercabanac 1][BH 75], Saint-Lizier[BH 76], Saint-Lizier [Saint Girons][BH 77]
- Le Ruisseau de Saleix à Auzat [Source La Molle][BH 78]
- Le Ruisseau de Saint-Jean au Pla [Source Fontanals de Crespis][BH 79]
- Le Saurat à Surba[BH 80]
- Le Ruisseau le Saurat à Arignac [Source de Fount Sainto][BH 81]
- La Touyre à :
  - Lavelanet [2][BH 82], Montferrier [2][BH 83], Montferrier [1][BH 84], Saint-Quentin-la-Tour[BH 85], Lavelanet [1][BH 86], Léran[BH 87]
- Le Vermeil à Lézat-sur-Lèze[BH 88]
- Le Vicdessos à Vicdessos[BH 89]

## Organisme de bassinou organisme gestionnaire
- le SYMAR ou syndicat mixte d'aménagement des rivières : Haute Ariège, Vicdessos, pays de Foix[2]
- le SYCOSERP ou SYndicat COuserans SERvice Public, créé en 2000, sis à Saint-Girons[3].